# Косма (архиепископ Казанский)
Архиепископ Косма (ум. 1583) — епископ Русской православной церкви, архиепископ Казанский и Свияжский. В 1572—1581 годах был игуменом Кирилло-Белозерского монастыря. Именно ему адресовал царь Иван Грозный своё послание, написанное в сентябре 1573 года. 29 декабря 1581 года хиротонисан во епископа Казанского и Свияжского с возведением в сан архиепископа. Не ранее осени 1583 года ушёл на покой.
Согласно данным Платона (Любарского) умер в Кирилло-Белозерском монастыре в 1583 году. Похоронен в паперти Успенского собора (у северных дверей) Кирилло-Белозерского монастыря.